# Antonio Martín Eguia
Pour les articles homonymes, voir Antonio Martín.
Antonio Martín Eguia, né le 18 juin 1918 à Vitoria-Gasteiz, est un coureur cycliste espagnol, professionnel de 1939 à 1948.

## Palmarès
- 1939
  - 2e étape de Barcelone-Madrid
  - 3e de Barcelone-Madrid
- 1940
  - 2e de la Clásica a los Puertos
  - 3e du Grand Prix de Biscaye
- 1941
  - 9e étape du Tour d'Espagne
  - 5e étape du Tour de Navarre
  - 9e étape du Tour de Catalogne
  - 2e du championnat d'Espagne sur route
  - 2e du Grand Prix de Biscaye
  - 7e du Tour d'Espagne
- 1942
  -  Champion d'Espagne de course derrière derny
  - Circuito Castilla-León-Asturias :
    - Classement général
    - 2e étape

  - 3e étape du Circuito del Norte
  - 3e étape du Tour du Levant
- 1943
  -  Champion d'Espagne de course derrière derny
  - 1re et 6e étapes du Tour du Levant
  - 3e du championnat d'Espagne sur route
  - 3e du Circuito Sardinero
- 1944
  - Championnat de Barcelone
  - Tour du Levant :
    - Classement général
    - 7eb étape

  - 2e du Circuito de la Ribera de Jalón
  - 2e du championnat d'Espagne sur route
- 1945
  - 3e, 5e et 6e étapes du Gran Premio de la Victoria
  - 2e étape du Tour de Catalogne
  - 2e du Trofeo Jaumendreu
  - 2e du Circuito de la Ribera de Jalón
  - 5e du Tour d'Espagne
- 1946
  - 2e et 3e étapes du Gran Premio de la Victoria
  - 3e du Trofeo del Sprint
- 1948
  - 3e du GP Pascuas

## Résultats sur les grands tours

### Tour d'Espagne
5 participations
- 1941 : 7e, vainqueur de la 9e étape
- 1942 : abandon (2e étape[1])
- 1945 : 5e
- 1946 : 16e
- 1948 : abandon